# Otto Sackur
Otto Sackur (28 de setembre de 1880, Breslau, Baixa Silèsia - 17 de desembre de 1914, Berlín) fou un químic alemany conegut per l'equació de Sackur-Tetrode.

## Biografia
Sackur estudià química a la Universitat de Breslau i rebé el doctorat el 1901. Treballà dos anys amb Rudolf Ladenburg a Breslau, per després traslladar-se a Londres per a treballar amb William Ramsay i, finalment, a Berlín per a treballar amb Walther Hermann Nernst. El 1911 es convertí en professor de la Universitat de Breslau. Tres anys després anà a l'Institut Kaiser Wilhelm per a treballar amb Fritz Haber. Morí en una explosió en mesclar dos reactius químics.

## Obra
En la seva obra destaca l'equació que expressa l'entropia d'un gas monoatòmic ideal a partir de les equacions estadístiques de Boltzmann i que obtingué de forma independent i el mateix any també el físic holandès Hugo Martin Tetrode.